# لتعيش حياتها
لتعيش حياتها (بالفرنسية: Vivre sa vie)‏ هو فيلم دراما فرنسي من إخراج جان لوك غودار وبطولة آنا كارينا، سادي ريبوت وأندريه س. لابارث، صدر الفيلم في 20 سبتمبر 1962.

## روابط خارجية
- حياتي لأعيشها على موقع IMDb (الإنجليزية)
- حياتي لأعيشها على موقع الموسوعة البريطانية (الإنجليزية)
- حياتي لأعيشها على موقع روتن توميتوز (الإنجليزية)
- حياتي لأعيشها على موقع نتفليكس (الإنجليزية)
- حياتي لأعيشها على موقع ألو سيني (الفرنسية)
- حياتي لأعيشها على موقع Turner Classic Movies (الإنجليزية)
- حياتي لأعيشها على موقع أول موفي (الإنجليزية)
- حياتي لأعيشها على موقع فيلمافينيتي (الإسبانية)
- حياتي لأعيشها على موقع قاعدة بيانات الأفلام السويدية (السويدية)
- حياتي لأعيشها على موقع قاعدة بيانات الفيلم (الإنجليزية)